# プラジャス・デ・カステジョンFS
プラジャス・デ・カステジョンFS（Playas de Castellón Fútbol Sala）は、スペイン・バレンシア州カステリョン県カステリョンを本拠地とするフットサルクラブ。2017-18シーズンはLNFSのセグンダ・ディビシオン（2部）に所属している。

## 歴史
スペイン代表やイタリア代表などの一流プレーヤーを揃え、2001-02シーズンと2002-03シーズンにはUEFAフットサルカップで2連覇した。また、世界最高峰と目される国内リーグのプリメーラ・ディビシオンでは、1999-2000シーズン、2000-01シーズンと2連覇した。
2011-12シーズンはセグンダ・ディビシオン（2部）で16位に終わり、テルセーラ・ディビシオン（3部）に降格となるはずだったが、セグンダ・ディビシオンの所属クラブ数に空きが出たために残留した。2013年7月にはLNFSにリーグ登録料を支払えず、セグンダ・ディビシオンの所属ライセンスを剥奪されるとともに、テルセーラ・ディビシオン（3部）降格となった。

### 名称の変遷
- 1985-1989 マセール
- 1989-1990 ケラリーテ・マセール
- 1990-1991 マセール・アルマソーラ
- 1991-1992 アルマソーラ
- 1992-1993 ビソンテス・デ・アルマソーラ
- 1993-1994 ビソンテス・デ・カステジョン
- 1994-2014 プラジャス・デ・カステジョン
- 2015-2016 プラジャスCDカステジョン
- 2016- ビソンテス・カステジョン

## タイトル

### 国内タイトル
- プリメーラ・ディビシオン : 2回

1999–2000, 2000–2001
- スーペルコパ・デ・エスパーニャ : 1回

2004–2005

### 国外タイトル
- UEFAフットサルカップ : 2回

2001–2002, 2002–2003
- フットサルヨーロッパクラブ選手権 : 1回

2000–2001

## 成績
いずれもレギュラーシーズンの成績である。レギュラーシーズンの上位クラブがトーナメント形式のプレーオフを行ってリーグ優勝クラブを決定する。
| シーズン | 部  | リーグ      | 順位 | コパ・デ・エスパーニャ |
| -------- | --- | ----------- | ---- | ---------------------- |
| 1989–90  | 1部 | D. オノール | 1位  |                        |
| 1990–91  | 1部 | D. オノール | 1位  |                        |
| 1991–92  | 1部 | D. オノール | 5位  |                        |
| 1992–93  | 1部 | D. オノール | 4位  |                        |
| 1993–94  | 1部 | D. オノール | 3位  |                        |
| 1994–95  | 1部 | D. オノール | 3位  |                        |
| 1995–96  | 1部 | D. オノール | 6位  | 準優勝                 |
| 1996–97  | 1部 | D. オノール | 1位  |                        |
| 1997–98  | 1部 | D. オノール | 5位  |                        |
| 1998–99  | 1部 | D. オノール | 1位  |                        |
| 1999–00  | 1部 | D. オノール | 1位  |                        |
| 2000–01  | 1部 | D. オノール | 1位  | 準優勝                 |
| 2001–02  | 1部 | D. オノール | 2位  |                        |
| 2002–03  | 1部 | D. オノール | 4位  |                        |
| 2003–04  | 1部 | D. オノール | 3位  | 準優勝                 |

| シーズン | 部  | リーグ      | 順位 | コパ・デ・エスパーニャ |
| -------- | --- | ----------- | ---- | ---------------------- |
| 2004–05  | 1部 | D. オノール | 3位  |                        |
| 2005–06  | 1部 | D. オノール | 6位  |                        |
| 2006–07  | 1部 | D. オノール | 10位 |                        |
| 2007–08  | 1部 | D. オノール | 8位  |                        |
| 2008–09  | 1部 | D. オノール | 12位 | ベスト4                |
| 2009–10  | 1部 | D. オノール | 11位 |                        |
| 2010–11  | 1部 | D. オノール | 15位 |                        |
| 2011–12  | 2部 | セグンダ    | 16位 |                        |
| 2012–13  | 2部 | セグンダ    | 7位  |                        |
| 2013-14  | 4部 | テルセーラ  | —    |                        |
| 2014-15  | 4部 | テルセーラ  | 2位  |                        |
| 2015-16  | 3部 | セグンダB   | 4位  |                        |
| 2016-17  | 3部 | セグンダB   |      |                        |
| 2017–18  | 2部 | セグンダ    |      |                        |